# 사이인역
사이인역(일본어: 西院駅, さいいん) 또는 사이역(일본어: 西院駅, さい)은 일본 교토부 교토시에 있는 한큐 전철과 게이후쿠 전기 철도의 역이다. 역명의 한자 표기는 같지만, 한큐는 "さいいん", 게이후쿠는 "さい"라고 읽는다.

## 개요
한큐 교토 본선과 게이후쿠 아라시야마 본선의 2노선이 지난다. 한큐의 역은 지하에 있고 그 지상 부근에 게이후쿠의 역이 있다.

### 이용 가능 철도 노선
- 한큐 전철
  - 교토 본선 - 사이인 역, 역 번호 HK-83
- 게이후쿠 전기 철도
  - 아라시야마 본선(일본어판) - 사이 역, 역 번호 A2

## 역사

### 게이후쿠 전기 철도
- 1910년 3월 25일: 아라시야마 전차 궤도의 사이인역으로 영업 개시.
- 1918년 4월 2일: 회사 합병에 의한 교토 전등이 운영하는 아라시야마 전철역이 됨.
- 1942년 3월 2일: 노선 양도로 인한 게이후쿠 전기 철도의 역이 됨.
- 2017년 3월 25일: 아라시야마 방면으로 승강장 이전.

### 한큐 전철
- 1928년 11월 1일: 신케이한 철도 다카쓰키초(현, 다카쓰키시 역) ~ 교토사이인 역(현, 사이인 역) 구간 연장, 종착역으로 교토 사이인 역 영업 개시.
- 1930년 9월 15일: 회사 합병으로 게이한 전기철도 신케이한 선의 역이 됨.
- 1931년 3월 31일: 지하화와 동시에 사이인역으로 역명 변경. 신케이한 선이 게이한 교토 역(현, 오미야 역)까지 연장되어 중간역이 됨.
- 1943년 10월 1일: 회사 합병으로 게이한신 급행전철(현, 한큐 전철)의 역이 됨.
- 1949년 12월 1일: 신케이한 선이 교토 본선으로 노선명이 변경되고 신케이한 선이 교토 본선이 되어 사이인 역도 당 소속이 됨.
- 1973년 4월 1일: 회사명 변경에 따라 한큐 전철의 역이 됨.
- 2013년 12월 21일: 역 번호 도입.
- 2017년 3월 25일: 북, 남쪽 개찰 공용 개시.

## 역 구조

### 한큐 전철
상대식 승강장 2면 2선의 지하역이다. 분기기, 절대 신호를 갖지 않아 정류장으로 분류된다.
기존의 역사와 개찰구는 지상의 니시 오지시조 사거리의 남서쪽 모퉁이에 설치된 것으로 이쪽을 "서쪽 개찰구"라고 부른다. 화장실도 서쪽 개찰구 측에 있다. 그 외, 동쪽에는 2017년 아래의 경위로 건설된 개찰구로, 가와라마치 방향 승강장과 연결되는 "북쪽 개찰구"와 우메다 방면 승강장과 연결되는 "남쪽 개찰구"가 있다.
현재의 역사를 건설할 때 주소 방면 승강장 동단 부근(지하)에서 게이후쿠 사이인 역전(지상)까지 지하 통로와 개찰구가 새로 계획되어 정비되고 있었지만 현지 상가의 반대로 사용 중지된 바 있다. 그래서 지하 통로로 통하는 출입구는 폐쇄되었다. 2017년 현재 시조도리 동쪽에 피난용 계단이 설치(평일 7:20 ~ 9:00은 출구 전용 계단)되어 있다. 그러나, 2013년에 직결 계획이 재부상하고 역 건물 재건축과 동시에 서쪽 밖에 없는 개찰구를 북쪽에 2개 신설하였다.
터널 갱구 부근의 구배는 10‰에 불과하지만 주소 방향으로 곡선이 있어 통과 열차는 75km/h 이하(가와라마치 행은 60km/h이하)까지 감속한다.
개통 당초에는 신케이한 철도의 잠정적인 터미널 역으로서 자리 매김하였고, 빗형 승강장의 지상역이었다. 잠정적인 터미널 역으로 개통한 당초에는 1928년에 교토에서 열리는 쇼와 천황 즉위식을 맞추기 위해서 개통을 서둘렀다는 사정이 있다. 게이한 전기철도와 합병 후의 1931년 게이한 교토 역(현, 오미야 역)까지 연장되었을 때 지하화되었다.
1980년대 초반은 승강장 유효 길이가 7량분 밖에 없어 8량 편성의 열차는 상・하행 모두 진행 방향 맨 뒤 1량만 도어 컷을 하고 있었다.

#### 승강장
| 번호 | 노선        | 방향 | 행선                                                               |
| ---- | ----------- | ---- | ------------------------------------------------------------------ |
| 1    | ■ 교토 본선 | 상행 | 오미야・가라스마・교토 방면                                        |
| 2    | ■ 교토 본선 | 하행 | 오사카 (우메다)・아와지・덴가차야・기타센리・고베・다카라즈카 방면 |

### 게이후쿠 전기 철도
상대식 승강장 2면 2선의 지상역이다. 아라시야마・가타비라노쓰지 방면은 한큐의 북쪽 개찰구로, 시조오미야 행 승강장은 한큐의 남쪽 개찰구에서 직결된다. 기존 연결은 원래 있던 서쪽 개찰구를 시조도리를 북쪽으로 약 260m 걷는 등 약 5분 정도 소요되었다. 화장실은 설치되지 않았다.
본 역 이북으로 50m쯤 떨어진 곳에는 차량기지이 있고, 이른 아침과 심야를 중심으로 본 역을 시・종착하는 열차가 설정되어 있다.
역 인근 시조도리와 교차하는 건널목은 제3종으로 분류되는 것으로, 차단기가 없다.
새벽에 설정되어 있는 본 역 시발의 아라시야마 행과 기타노하쿠바이초 행은 배선의 관계로 본래는 시죠 오미야행이고 북쪽의 상행 홈에서 오히려 선 발차한다.

#### 승강장
| 남쪽 | ■ 아라시야마 본선(하행) | 아라시야마・가타비라노쓰지 방면 |
| 북쪽 | ■ 아라시야마 본선(상행) | 시조오미야 행                   |

## 역 주변
- 사이인카스가 신사
- 게이후쿠 전기 철도 차고
- 교토 시립 병원
- 교토 시 장애자 재활 센터 부속 병원
- 교토 시 위생 공해 연구소
- 교토 근로자 종합회관
- 교토 외국어 대학
- 교토 시립 간호 단기대학
- 교토 시립 사이인 초등학교
- 교토 시립 스자쿠 제7초등학교
- 일본우편
  - 교토 사이인 우체국
  - 교토 시조이누이 우체국
  - 우쿄 우체국
- 미쓰비시도쿄UFJ은행 사이인 지점
- 교토 은행 사이인 지점
- 교토 패밀리
- 이온 몰 교토 고조
- 리노 호텔 교토
- afure 사이인
- 니시오지도리
- 시조도리

## 사진

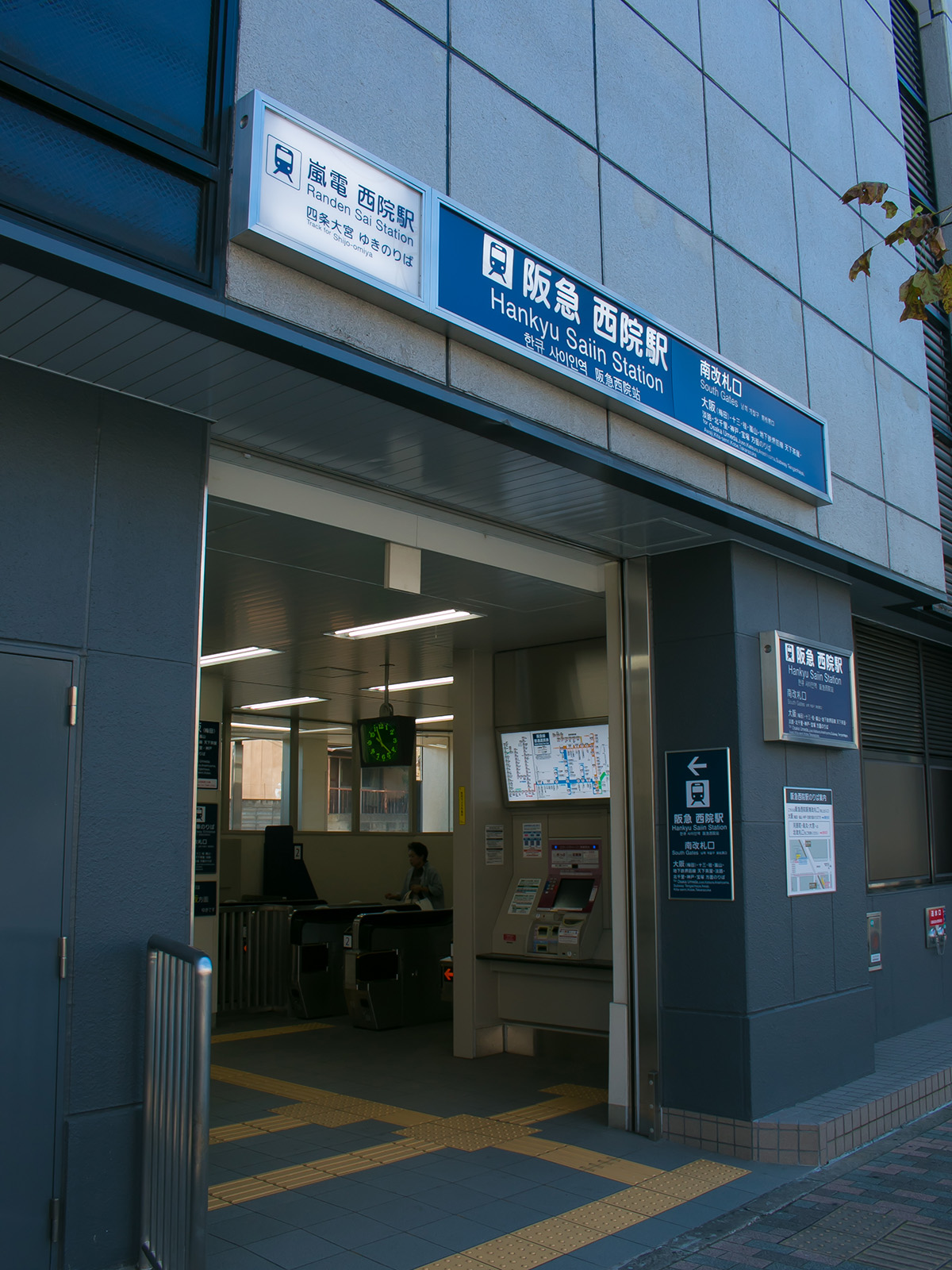
사이인 역 남쪽 출입구
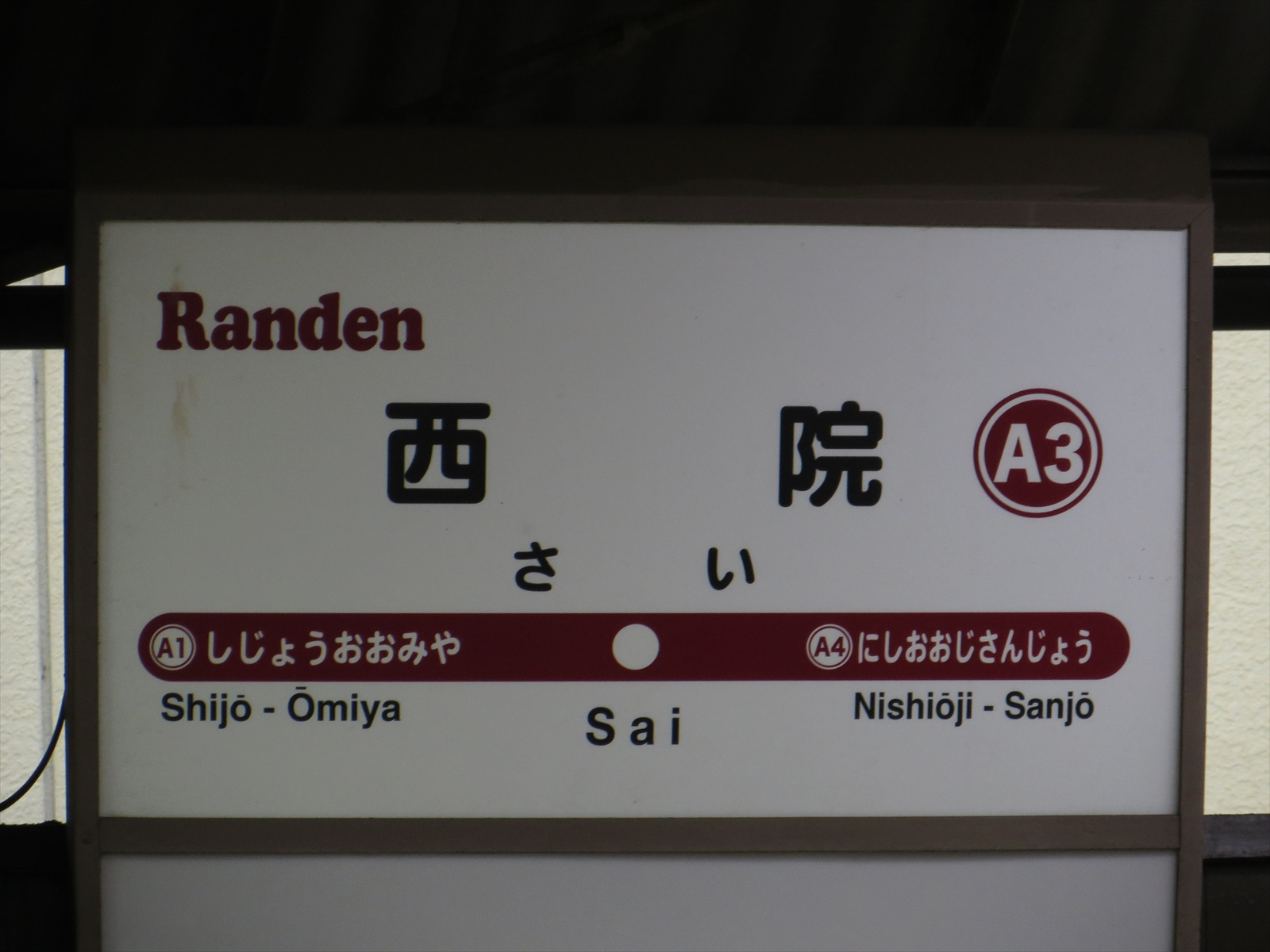
게이후쿠 전철 역명판
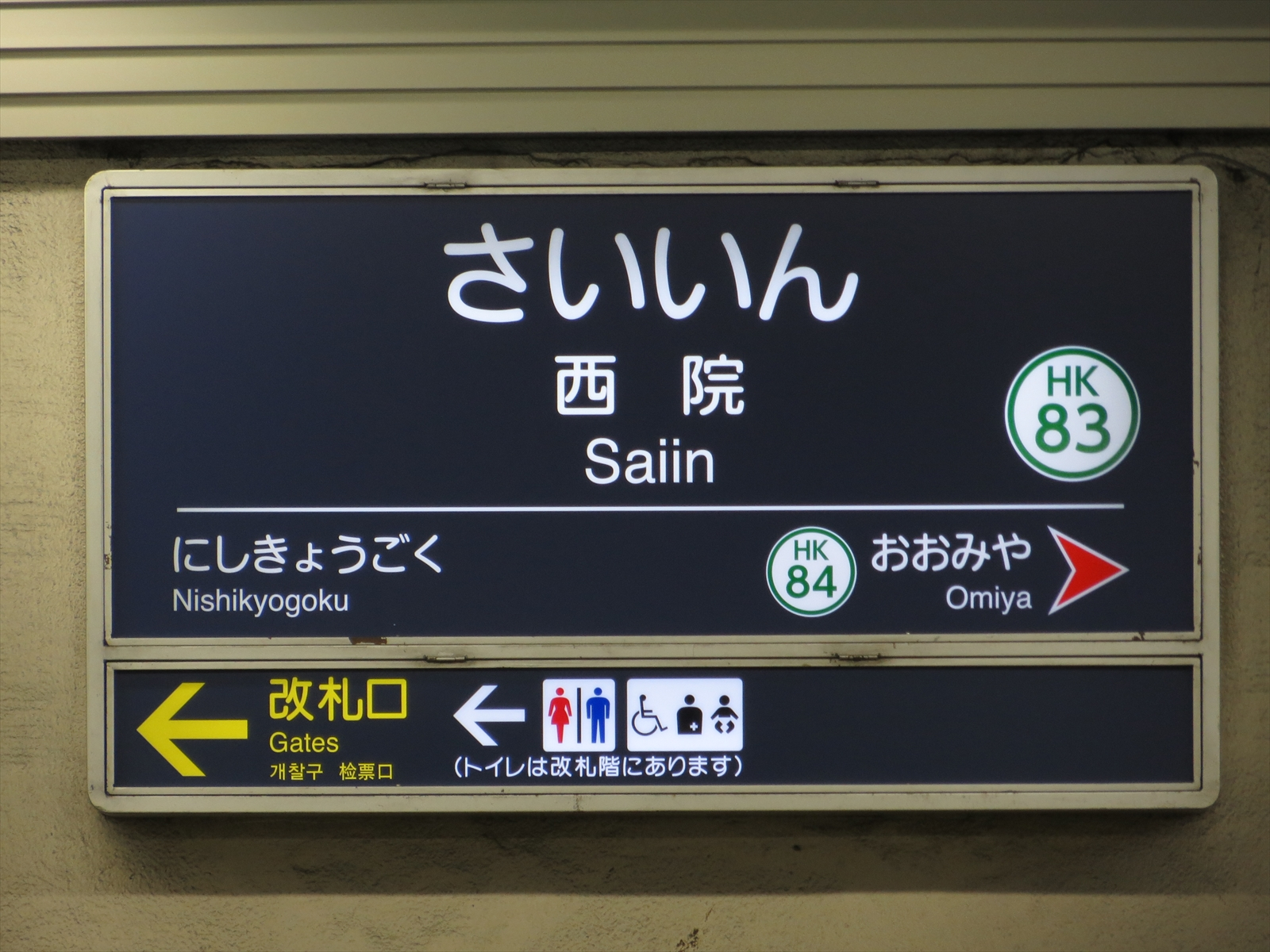
한큐 전철 역명판

## 인접역
| 한큐 전철 ■ 교토 본선                | 한큐 전철 ■ 교토 본선        | 한큐 전철 ■ 교토 본선           |
| ------------------------------------ | ---------------------------- | ------------------------------- |
| HK-81 가쓰라 우메다 방면             | ■ 통근특급 ■ 쾌속급행 ■ 쾌속 | 오미야 HK-84 가와라마치 방면    |
| HK-82 니시쿄고쿠 우메다 방면         | ■ 준급 ■ 보통                | 오미야 HK-84 가와라마치 방면    |
| 게이후쿠 전기 철도 ■ 아라시야마 본선 |                              |                                 |
| A1 시조오미야 시조오미야 방면        |                              | 니시오지산조 A3 아라시야마 방면 |